# Palsgård Skov
Palsgård Skov  er en 1.043 hektar stor skov i Ikast-Brande Kommune, der ligger nord for Nørre Snede på den Jyske højderyg, og mod nord grænser til Hampen Sø der er en af Danmarks reneste søer; mod vest ligger primærrute 13 og landsbyen Gammel Hampen, mod nordøst ligger Torup Sø og i den sydøstlige ende ligger Boestmose. Det er en gammel hedeplantage med både nåletræer, områder med egetræer og op til 100 år gamle bøgetræer. Her er højmoser, enge, og overdrev. 
Tilplantningen af skoven på den tidligere hede begyndtes i starten af 1800-tallet, og er sammen med plantagerne på Alheden syd for Viborg og Randbøl Hede ved Egtved blandt de ældste plantager i Jylland. i starten med skovfyr, birk og rødgran, som blev sået i striber i lyngen. På grund af dårlige resultater gik man over til at brænde lyngen af, og så, efterhånden hovedsagelig rødgran, i asken. Senere, omkring 1830, begyndte man at plante, hvilket førte til bedre resultater. I begyndelsen af 1990’erne plantede man på tidligere landbrugsjord en ny løvskov, Tingdalsskoven, øst for Torup Sø og en bøgeskov sydøst for Palsgård Skov.
På ejendommen Vester Palsgård ligger et skovmuseum (der nu er lukket) med turistkontor og egnsarkiv, som er en del af Museum Midtjylland.
Palsgård Skov er en del af Natura 2000-område nr. 53 Sepstrup Sande, Vrads Sande, Velling Skov og Palsgård Skov.